# Chalga
Chalga är en musikstil från Bulgarien.
Chalga kallas ofta pop-folk, förkortning för "populär folk" eller etno-pop, förkortning för "etnisk pop".
Liknande musikstilar finns i andra områden på Balkan, som Rumänien, Serbien, Montenegro, Albanien, Bosnien, Grekland och Turkiet. I synnerhet den rumänska musikstilen Manele, grekisk Skiladiko och Serbisk turbo-folk hämtar influenser sinsemellan, och artisterna kopierar många gånger framgångsrika låtar och gör egna språkversioner av dem.

## Kända låtar och artister
Framstående artister är bland annat:
- Azis - "Sen Trope","MMA", "Mrazish"
- Galena - "Fenomenalen"
- Preslava - "Piyan", "Nishto Drugo"
- Djena - "Koya", "Sluchaina Sreshta"
- Toni Storaro - "Unikat", "Istina"